# Molgolaimus turgofrons
Molgolaimus turgofrons är en rundmaskart. Molgolaimus turgofrons ingår i släktet Molgolaimus, och familjen Desmodoridae. Arten är reproducerande i Sverige.